# Robinson Crusoe (2016)
Robinson Crusoe ist ein belgisch-französischer Computeranimationsfilm der Regisseure  Vincent Kesteloot und Ben Stassen aus dem Jahr 2016, der lose auf dem Roman Robinson Crusoe des Schriftstellers Daniel Defoe basiert.

## Handlung
Robinson Crusoe fährt als Passagier auf einem Segelschiff. Als dieses in Seenot gerät, wird es von der Besatzung in einem Rettungsboot verlassen, während der bewusstlose Robinson auf dem Schiff bleibt, das auf einer Insel strandet. Die dort lebenden Tiere halten ihn zunächst für ein Seemonster und fürchten sich vor ihm. Nachdem Robinson den Papagai Mak – den er „Dienstag“ nennt – vor den beiden Schiffskatzen Ping und Pong, die durch das Schiffsunglück ebenfalls auf die Insel gekommen sind, rettet, legen die Tiere langsam ihre Angst ab, freunden sich mit Robinson an und helfen ihm, ein Baumhaus zu bauen.
Währenddessen bekommt Ping Nachwuchs, und als diese ausgewachsen sind, greift die Katzenmeute Robinsons Baumhaus an. Gemeinsam mit den Tieren versucht Robinson, den Angriff abzuwehren. Dabei explodiert das Baumhaus und geht in Flammen auf. Während die Katzen auf einem Floß aufs Meer hinaustreiben, wird Robinson von vorbeikommenden Piraten entdeckt und gemeinsam mit Dienstag an Bord ihres Schiffes gebracht. Dort erzählt er der Mannschaft seine Geschichte, die ihm aber nicht geglaubt wird, während Dienstag zwei Ratten die Geschichte aus seiner Sicht erzählt.
Als Robinson klar wird, dass die Piraten ihn nicht nach England zurückbringen werden, versucht er vom Schiff zu fliehen, indem er ein Rettungsboot zu Wasser lassen will. Dabei wird er allerdings erwischt und von den Piraten quer übers Schiff gejagt. Im letzten Moment springt er über Bord und landet auf dem Floß, dass die Katzen, die an Bord des Piratenschiffs geklettert sind, gerade verlassen haben. Dienstag rettet die Ratten vor den Katzen und kehrt gemeinsam mit Robinson zurück auf die Insel.

## Hintergrund
Robinson Crusoe wurde von Illuminata Pictures, Studiocanal und nWave Pictures produziert. In Deutschland und dem deutschsprachigen Teil der Schweiz kam der Film am 4. Februar 2016 in die Kinos, im französischsprachigen Teil der Schweiz und in Frankreich am 20. April 2016.
Robinson Crusoe erhielt von der Deutschen Film- und Medienbewertung das Prädikat besonders wertvoll.

## Synchronisation
| Rolle                  | Deutscher Sprecher    |
| ---------------------- | --------------------- |
| Robinson Crusoe        | Matthias Schweighöfer |
| Papagei Dienstag / Mak | Kaya Yanar            |
| Tapir Rosie            | Ilka Bessin           |
| Ziegenbock Zottel      | Dieter Hallervorden   |
| Schnabeligel Epi       | Aylin Tezel           |
| Ping                   | Ghadah Al-Akel        |
| Pong                   | Tommy Morgenstern     |
| Eisvogel Kiki          | Melanie Hinze         |
| Edgar                  | Bert Franzke          |
| Schuppentier Pango     | Tobias Lelle          |
| Carmello               | Gerald Schaale        |
| Rufus                  | Jesco Wirthgen        |
| Cecil                  | Jan Makino            |
| John Silver            | Axel Lutter           |
| Bootsmann              | Jan-David Rönfeldt    |

## Rezeption
„Der mit leichter Hand inszenierte Animationsfilm ist kindgerecht erzählt und unterhält mit hübschen Gags und amüsantem Slapstick, wobei sich seine Vision vom paradiesischen Glück gegen jede Xenophobie behauptet.“